# Saison 1 de Greek
Chronologie
Saison 2
Cet article présente le guide des épisodes de la première saison de la série télévisée américaine Greek.

## Épisodes

### Épisode 1:Vive l'université!
- États-Unis : 9 juillet 2007 sur ABC Family
- France : 1er janvier 2008 sur Virgin 17

### Épisode 2:Bizutage
- États-Unis : 16 juillet 2007 sur ABC Family
- France : 1er janvier 2008 sur Virgin 17

### Épisode 3:Une fiancée pour Rusty
- États-Unis : 23 juillet 2007 sur ABC Family
- France : 8 janvier 2008 sur Virgin 17

### Épisode 4:Choisir son camp
- États-Unis : 30 juillet 2007 sur ABC Family
- France : 8 janvier 2008 sur Virgin 17

### Épisode 5:Rencontre volcanique
- États-Unis : 6 août 2007 sur ABC Family
- France : 15 janvier 2008 sur Virgin 17

### Épisode 6:Fantôme du passé
- États-Unis : 13 août 2007 sur ABC Family
- France : 15 janvier 2008 sur Virgin 17

### Épisode 7:Question de choix
- États-Unis : 20 août 2007 sur ABC Family
- France : 22 janvier 2008 sur Virgin 17

### Épisode 8:Les Raisons du cœur
- États-Unis : 27 août 2007 sur ABC Family
- France : 22 janvier 2008 sur Virgin 17

### Épisode 9:Amies, ennemies
- États-Unis : 3 septembre 2007 sur ABC Family
- France : 29 janvier 2008 sur Virgin 17

### Épisode 10:Un article compromettant
- États-Unis : 10 septembre 2007 sur ABC Family
- France : 29 janvier 2008 sur Virgin 17

### Épisode 11:Nouvelles Règles
- États-Unis : 24 mars 2008 sur ABC Family
- France : 22 juin 2008 sur Virgin 17

### Épisode 12:Tripot en sous-sol
- États-Unis : 31 mars 2008 sur ABC Family
- France : 22 juin 2008 sur Virgin 17

### Épisode 13:Nouveaux Défis
- États-Unis : 7 avril 2008 sur ABC Family
- France : 22 juin 2008 sur Virgin 17

- Gerad Anderson

### Épisode 14:Guerre et Paix
- États-Unis : 14 avril 2008 sur ABC Family
- France : 22 juin 2008 sur Virgin 17

### Épisode 15:Souvenirs-Souvenirs
- États-Unis : 21 avril 2008 sur ABC Family
- France : 22 juin 2008 sur Virgin 17

### Épisode 16:Tourner la page
- États-Unis : 28 avril 2008 sur ABC Family
- France : 23 juin 2008 sur Virgin 17

### Épisode 17:Le Week-end des parents
- États-Unis : 5 mai 2008 sur ABC Family
- France : 24 juin 2008 sur Virgin 17

### Épisode 18:Élection du plus beau minet
- États-Unis : 12 mai 2008 sur ABC Family
- France : 25 juin 2008 sur Virgin 17

### Épisode 19:Il est interdit d'interdire
- États-Unis : 19 mai 2008 sur ABC Family
- France : 26 juin 2008 sur Virgin 17

### Épisode 20:Crapaud ou Prince charmant
- États-Unis : 26 mai 2008 sur ABC Family
- France : 27 juin 2008 sur Virgin 17

### Épisode 21:Presque Légal
- États-Unis : 2 juin 2008 sur ABC Family
- France : 27 juin 2008 sur Virgin 17

### Épisode 22:Spring Break
- États-Unis : 9 juin 2008 sur ABC Family
- France : 27 juin 2008 sur Virgin 17